# Richard Carpenter (scenarioschrijver)
Richard Michael Carpenter (King's Lynn, Norfolk, 14 augustus 1929 – Hertfordshire, 26 februari 2012) was een Brits acteur en scenarioschrijver.
Carpenter schreef het scenario voor de kinderserie Catweazle en voor onder meer Dick Turpin, The Famous Five en Robin of Sherwood.
Tussen 1957 en 1974 werkte hij als acteur. Hij was te zien in series als Knight Errant Limited, Dixon of Dock Green en Z Cars. Ook speelde hij soms rollen in speelfilms, zoals in The Password Is Courage, Tarnished Heroes en Clash by Night.
In 1993 won Carpenter de BAFTA Award voor beste kinderprogramma (The Borrowers, een jaar later bleef het bij een nominatie). Voor deze prijs werd hij in 1995 en 2002 genomineerd voor zijn bijdrage aan respectievelijk Stanley's Dragon en I Was a Rat. In 2000 won hij de Writer's Award voor zijn bijdrage aan kinderprogramma's.
Carpenter was getrouwd met actrice Annabelle Lee; ze hadden twee kinderen.
- Bibliothèque nationale de France: cb434323355 (data)
- Gemeinsame Normdatei: 129847321
- International Standard Name Identifier: 0000 0000 8015 0367
- Library of Congress Control Number: n2012015137
- Nederlandse Thesaurus van Auteursnamen: 070600074
- Système universitaire de documentation: 086114956
- Virtual International Authority File: 266451854
- WorldCat: E39PBJwRPgBhVVdgGjM8xJ4rMP